# قسم غركن الشمالي الريفي (مقاطعة فلاورجان)
قسم غركن الشمالي الريفي (بالفارسية: دهستان گرکن شمالی) هي منطقة سكنية تقع في Pir Bakran District في إيران. يقدر عدد سكانها بـ 16,050 نسمة .